# Antoni Esparza Sanz
Antoni Esparza Sanz   (Sabadell, 6 de gener de 1962) és un ciclista català, ja retirat, que fou professional entre 1984 i 1992. El principal èxit esportiu fou la victòria en una etapa de la Volta a Espanya de 1987. És germà del també ciclista Manuel Esparza Sanz.

## Palmarès
- 1981
  -  Campió d'Espanya de Velocitat
- 1984
  - 1r a Terrassa
- 1985
  - 1r al Circuit de Getxo
  - Vencedor d'una etapa de la Volta a Galícia
- 1986
  - 1r al Trofeu Masferrer
- 1987
  - 1r a Terrassa
  - Vencedor d'una etapa de la Volta a Espanya
  - Vencedor d'una etapa de la Vuelta a los Valles Mineros
- 1989
  - 1r a Terrassa
  - Vencedor d'una etapa de la Volta a Múrcia
- 1991
  - 1r a Terrassa

### Resultats a la Volta a Espanya
- 1984. 89è de la classificació general
- 1987. Abandona (14a etapa). Vencedor d'una etapa
- 1989. 89è de la classificació general
- 1990. 111è de la classificació general
- 1992. 139è de la classificació general

### Resultats al Tour de França
- 1986. 126è de la classificació general